# Подвійна серпоротонда
| Подвійна серпоротонда  | Подвійна серпоротонда |
| ---------------------- | --- |
|                        | |
| Тип                    | Багатогранник Джонсона J91. |
| Властивості            | Опуклий, рівносторонній, правильногранний |
| Комбінаторика          | |
| Елементи               | 14 граней ([4+4]{3} + 2{4} + 4{5}) 26 ребер 14 вершин: 4 вершини (3-го степеня) + {8+2}(4-го) |
| Грані                  | 4+4=8 Правильних трикутників, 2 Квадрата, 4 Правильних п'ятикутників. |
| Характеристика Ейлера  | {\displaystyle \chi =\Gamma -{\hbox{P}}+{\hbox{B}}=2} |
| Конфігурація вершини   | 4(3.52) 8(3.4.3.5) 2(3.5.3.5) |
| Вершинна фігура        | 4 рівнобедрених трикутників з довжинами сторін 1, {\displaystyle {\frac {1+{\sqrt {5}}}{2}}} та {\displaystyle {\frac {1+{\sqrt {5}}}{2}}} 2 прямокутників з довжинами сторін 1 та {\displaystyle {\frac {1+{\sqrt {5}}}{2}}} 4 чотирикутників з довжинами сторін 1, {\displaystyle {\sqrt {2}}}, 1 та {\displaystyle {\frac {1+{\sqrt {5}}}{2}}} |
| Класифікація           | |
| Позначення             | • J91 = L2R2 (в нотації Нормана Джонсона) • M8 (в нотації Залгаллера) |
| Група симетрії         | D2h, [2,2], (*222), порядок 8 (Діедральна симетрія 2-Призми) |
| Двоїстий багатогранник | Двічі протилежно розсічений ромбододекаедр (Parabisected rhombic dodecahedron) |
| Розгортка              | |

Подвійна серпоротонда (англ. Bilunabirotunda) є одним із багатогранників Джонсона (J91 або M8 (за Залгаллером).
Багатогранник Джонсона — один із 92 строго опуклих багатогранників, що мають правильні грані, але не є однорідним (тобто він не є правильним багатогранником, архімедовим тілом, призмою або антипризмою). Правильногранні багатогранники названі ім'ям Нормана Джонсона, який першим перелічив їх в 1966 р. 
Подвійна серпоротонда складена з 14 граней: 4+4 = 8 правильних трикутників, 2 квадратів і 4 правильних п'ятикутників. 
Кожна п'ятикутна грань оточена п'ятикутною та чотирма трикутними; кожна квадратна — чотирма трикутними; кожна трикутна — двома п'ятикутними та квадратною.
Має 26 ребер однакової довжини.
2 ребра розташовані між двома п'ятикутними гранями, 16 ребер — між п'ятикутною і трикутною гранями, 12 ребер — між квадратною і трикутною гранями.
У подвійної серпоротонди 14 вершин: 4 вершини оточені двома п'ятикутними і однією трикутною гранями;  2 вершини оточені двома п'ятикутними та двома трикутними гранями; 8 вершин оточені двома трикутними, квадратною та п'ятикутною гранями.

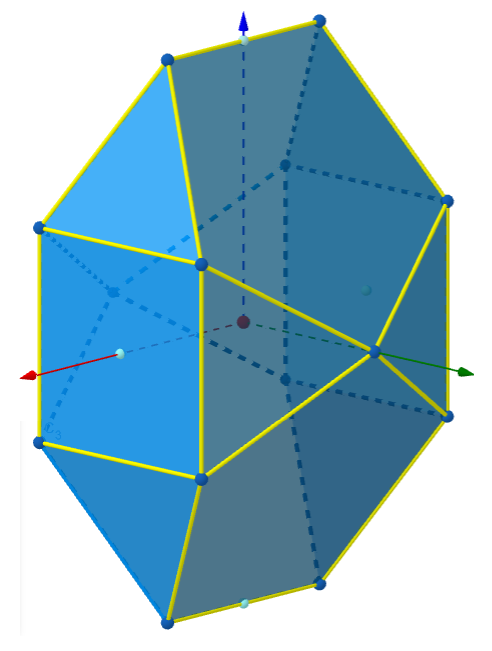
Подвійна серпоротонда

Подвійна серпоротонда має три осі поворотної симетрії 2-го порядку; а також три площини дзеркальної симетрії.
Осі симетрії проходять через:
- центри квадратних граней;
- середини ребер, що сполучають дві п'ятикутні грані;
- вершини (3.5.3.5), що оточені двома трикутними та двома п'ятикутними гранями.
Подвійна серпоротонда має центр симетрії.
Подвійна серпоротонда є одним з елементарних багатогранників Джонсона.:Стор.174
Опуклий многогранник з правильними гранями є елементарним, якщо його неможливо розділити площиною на два менших опуклих багатогранників з правильними гранями.
Тобто цей багатогранник не утворений шляхом поєднання інших елементарних багатогранників між собою, чи з призмами, антипризмами, або нарощенням на гранях тіл Платона чи Архімеда інших багатогранників. 
При відсутності умовних ребер (окрім призм та антипризм) всього існує 28 елементарних багатогранників з правильними гранями.:стор.21

### Назва
Норман Джонсон визначає  комплекс граней трикутник — квадрат — трикутник (трикутники приєднані до протилежних сторін квадрата) назвою "lune" ("місяць", серпоподібний), а комплекс граней, що оточують вершину типу (3.5.3.5): трикутник-п'ятикутник-трикутник-п'ятикутник — назвою "rotunda".:Стор.175
Цей багатогранник складається з двох "серпів" та двох "ротонд", звідси й назва bi-luna-bi-rotunda.

## Геометрія
- Подвійну серпоротонду можна розділити на частини: прямокутний паралелепіпед (чи квадратну пряму призму), два скошених прямих клина, та дві прямих піраміди з прямокутною основою.

- Подвійну серпоротонду можна розділити на дві рівновеликі частини будь-якою площиною, що проходить через центр багатогранника.

Подвійна серпоротонда має зв'язок з багатогранниками Архімеда: ікосододекаедром та ромбоікосододекаедром.
- Коплекс граней  "ротонда" (трикутник-п'ятикутник-трикутник-п'ятикутник) присутній також в ікосододекаедрі, та п'ятисхилій ротонді (багатогранник Джонсона J6), яка є половиною ікосододекаедра.

Дві подвійні серпоротонди можна вписати в ікосододекаедр з тією ж довжиною ребра, сумістивши названі чотиригранні комплекси з аналогічними протилежними один одному комплексами граней на ікосододекаедрі. При цьому дві вершини подвійних серпоротонд зустрінуться в центрі ікосододекаедра.
- Комплекс греней "місяць" ("lune" — трикутник - квадрат - трикутник) присутній також в ромбоікосододекаедрі.

Якщо дві подвійні серпоротонди сумістити цими комплексами граней з  аналогічними протилежними один одному комплексами граней на ромбоікосододекаедрі, то між подвійними серпоротондами в самому центрі ромбоікосододекаедра можна помістити куб.
- Кожна з двох пар суміжних п’ятикутників (кожна пара п’ятикутників має спільне ребро) також може бути суміщена з п’ятикутними гранями двічі косо відсіченого ікосаедра[en], багатогранника Джонсона J62.

- Подвійна серпоротонда має слабкий зв'язок з кубооктаедром, оскільки вона може бути створена шляхом заміни чотирьох квадратних граней кубоктаедра на п'ятикутники. Тобто, якщо два ребра подвійної серпоротонди, що сполучають п'ятикутні грані, стягнути до точок, перетворюючи п’ятикутники на квадрати, результатом буде кубоктаедр.

## Формули

### Діагоналі
Кількість діагоналей опуклого багатогранника: {\displaystyle {\binom {B}{2}}-P}, 
де В — кількість вершин, Р — кількість ребер багатогранника. 
Для подвійної серпоротонди:
{\displaystyle {\binom {14}{2}}-26={\frac {14}{2}}\cdot {\frac {13}{1}}-26=91-26=65} діагоналей (24 граневих та 41 просторова).
| Діагоналі подвійної серпоротонди з довжиною ребра {\displaystyle a} | Діагоналі подвійної серпоротонди з довжиною ребра {\displaystyle a} | Діагоналі подвійної серпоротонди з довжиною ребра {\displaystyle a} | Діагоналі подвійної серпоротонди з довжиною ребра {\displaystyle a} |
| ------------------------------------------------------------------- | ------------------------------------------------------------------- | ------------------------------------------------------------------- | ------------------------------------------------------------------- |
|                                                                     | Граневі діагоналі                                                   | {\displaystyle AB={\sqrt {2}}\cdot a}                               | ≈ 1.4142135 {\displaystyle \cdot a}                                 |
| {\displaystyle BC={\frac {1+{\sqrt {5}}}{2}}\cdot a}                | Граневі діагоналі                                                   | ≈ 1.618033988 {\displaystyle \cdot a}                               |                                                                     |
| Просторові діагоналі                                                | {\displaystyle BD=DN={\frac {1+{\sqrt {5}}}{2}}\cdot a}             | ≈ 1.618033988 {\displaystyle \cdot a}                               |                                                                     |
| Просторові діагоналі                                                | {\displaystyle AE=BE=KE={\sqrt {\frac {5+{\sqrt {5}}}{2}}}\cdot a}  | ≈ 1.902113032 {\displaystyle \cdot a}                               |                                                                     |
| Просторові діагоналі                                                | {\displaystyle BF={\sqrt {\frac {7+{\sqrt {5}}}{2}}}\cdot a}        | ≈ 2.148961141 {\displaystyle \cdot a}                               |                                                                     |
| Просторові діагоналі                                                | {\displaystyle BL={\sqrt {3+{\sqrt {5}}}}\cdot a}                   | ≈ 2.288245611 {\displaystyle \cdot a}                               |                                                                     |
| Просторові діагоналі                                                | {\displaystyle KL={\frac {3+{\sqrt {5}}}{2}}\cdot a}                | ≈ 2.618033988 {\displaystyle \cdot a}                               |                                                                     |
| Просторові діагоналі                                                | {\displaystyle KM={\sqrt {\frac {3(3+{\sqrt {5}})}{2}}}\cdot a}     | ≈ 2.802517076 {\displaystyle \cdot a}                               |                                                                     |

### Метричні характеристики
| Для подвійної серпоротонди з довжиною ребра {\displaystyle a}:                                                      | Для подвійної серпоротонди з довжиною ребра {\displaystyle a}:                                                  | Для подвійної серпоротонди з довжиною ребра {\displaystyle a}: |
| --- | --- | -------------------------------------------------------------- |
| Вписаної, описаної та напіввписаної сфер подвійна серпоротонда не має                                               | |                                                                |
| Висота H1 (Відстань між паралельними квадратними гранями)                                                           | {\displaystyle H_{1}=\left(1+2\cdot {\frac {{\sqrt {5}}-1}{4}}\right)\cdot a={\frac {1+{\sqrt {5}}}{2}}\cdot a} | ≈ 1.618033988 {\displaystyle \cdot a}                          |
| Висота H2 (Відстань між протилежними вершинами 3.5.3.5 , що оточені двома трикутними та двома п'ятикутними гранями) | {\displaystyle H_{2}=\left(1+2\cdot {\frac {{\sqrt {5}}-1}{4}}\right)\cdot a={\frac {1+{\sqrt {5}}}{2}}\cdot a} | ≈ 1.618033988 {\displaystyle \cdot a}                          |
| Висота H3 (Відстань між ребрами, що з'єднують п'ятикутні грані)                                                     | {\displaystyle H_{3}=\left(1+2\cdot {\frac {{\sqrt {5}}+1}{4}}\right)\cdot a={\frac {3+{\sqrt {5}}}{2}}\cdot a} | ≈ 2.618033988 {\displaystyle \cdot a}                          |
| Площа поверхні | {\displaystyle S=\left(2+2{\sqrt {3}}+{\sqrt {25+10{\sqrt {5}}}}\right)\cdot a^{2}}                             | ≈ 12.3460112 {\displaystyle \cdot a^{2}}                       |
| Об'єм | {\displaystyle V={\frac {17+9{\sqrt {5}}}{12}}\cdot a^{3}}                                                      | ≈ 3.09371765 {\displaystyle \cdot a^{3}}                       |

### Кути
Плоскі кути граней при вершині: 60°, 90°, 108°.
| Кути багатогранника                                                | Кути багатогранника | Кути багатогранника                         |
| ------------------------------------------------------------------ | --- | ------------------------------------------- |
| Двогранний кут між гранями {3} та {4} в комплексі граней "місяць"  | {\displaystyle \alpha =\arccos \left(-{\frac {{\sqrt {15}}+{\sqrt {3}}}{6}}\right)} | ≈ 2.7767288 рад ≈ 159°5′ 41.43318′′         |
| Двогранний кут між гранями {3} та {5} в комплексі граней "ротонда" | {\displaystyle \beta =\arccos \left(-{\sqrt {\frac {5+2{\sqrt {5}}}{15}}}\right)={\frac {\pi }{2}}+\arctan \left({\frac {\varphi +1}{2}}\right)}                                                                                     | ≈ 2.4892345 рад ≈ 142°37′21.47469′′         |
| Двогранний кут між гранями {3} та {4} стик "місяця" та "ротонди"   | {\displaystyle \gamma =\arccos \left(-{\frac {{\sqrt {15}}-{\sqrt {3}}}{6}}\right)} | ≈ 1.9356601 рад ≈ 110°54′ 18.56681′′        |
| Двогранний кут між гранями {3} та {5} стик "місяця" та "ротонди"   | {\displaystyle \delta =\arccos \left(-{\sqrt {\frac {5-2{\sqrt {5}}}{15}}}\right)={\frac {\pi }{2}}+\arctan \left({\frac {2-\varphi }{2}}\right)}                                                                                    | ≈ 1.7595068 рад ≈ 100°48′44.34107′′         |
| Двогранний кут між гранями {5} та {5}                              | {\displaystyle \theta =\arccos \left({\frac {\sqrt {5}}{5}}\right)=2\cdot \arctan \left({\frac {1}{\varphi }}\right)} | ≈ 1.1071487 рад ≈ 63°26′ 5.81576′′          |
| Тілесний кут при вершині 3.5.3.5                                   | {\displaystyle \Omega _{1}=\pi +\arccos \left({\frac {3+16{\sqrt {5}}}{45}}\right)=4\arcsin \left({\sqrt {\frac {5+2{\sqrt {5}}}{15}}}\right)=} {\displaystyle =8\cdot \arctan \left({\sqrt {5}}-3+{\sqrt {15-6{\sqrt {5}}}}\right)} | {\displaystyle \Omega _{1}}≈ 3.6737527 ср   |
| Тілесний кут при вершині 3.5.5                                     | {\displaystyle \Omega _{2}=4\arctan \left({\frac {1}{2}}\left(9-5{\sqrt {3}}-5{\sqrt {5}}+3{\sqrt {15}}\right)\right)} | {\displaystyle \Omega _{2}} ≈ 1.4845698 ср  |
| Сферичність                                                        | {\displaystyle \Psi ={\frac {\sqrt[{3}]{{\frac {\pi }{2}}\cdot (347+153{\sqrt {5}})}}{2+2{\sqrt {3}}+{\sqrt {25+10{\sqrt {5}}}}}}}                                                                                                   | {\displaystyle \Psi \thickapprox 0.8316576} |

## Координати вершин
Декартові координати вершин подвійної серпоротонди з довжиною ребра a = 1:
- {\displaystyle \left({\frac {1}{2}},0,\pm {\frac {3+{\sqrt {5}}}{4}}\right)}, {\displaystyle \left(-{\frac {1}{2}},0,\pm {\frac {3+{\sqrt {5}}}{4}}\right)} — ці координати задають вершини двох ребер, що з'єднують п'ятикутні грані.
- {\displaystyle \left({\frac {1+{\sqrt {5}}}{4}},{\frac {1}{2}},\pm {\frac {1}{2}}\right)}, {\displaystyle \left({\frac {1+{\sqrt {5}}}{4}},-{\frac {1}{2}},\pm {\frac {1}{2}}\right)}, {\displaystyle \left(-{\frac {1+{\sqrt {5}}}{4}},{\frac {1}{2}},\pm {\frac {1}{2}}\right)}, {\displaystyle \left(-{\frac {1+{\sqrt {5}}}{4}},-{\frac {1}{2}},\pm {\frac {1}{2}}\right)} — ці координати задають вершини, що формують квадратні грані.
- {\displaystyle \left(0,\,\pm {\frac {1+{\sqrt {5}}}{4}},\,0\right)} — ці координати задають вершини 3.5.3.5.

При цьому осі симетрії подвійної серпоротонди збігаються з осями координат Ox, Oy та Oz, а площини симетрії подвійної серпоротонди збігаються з площинами координат xOy, xOz й yOz. Центр багатогранника знаходиться в початку координат.

## Двоїстий багатогранник
Подвійна серпоротонда не має канонічно-двоїстого багатогранника (середньовписані сфери обох багатогранників співпадають). 
Її топологічно-двоїстий може бути побудований лише загальним чином (кожній грані початкового багатогранника відповідає вершина двоїстого, кожній вершині початкового — грань двоїстого, з дотриманням симетрії початкового багатогранника), а тому форми та розміри двоїстого багатогранника до початкової подвійної серпоротонди можуть різнитися. 
Двоїстий до подвійної серпоротонди, двічі протилежно розсічений ромбододекаедр (Parabisected rhombic dodecahedron, dJ91),  
має 14 граней: 2 ромби, 4 рівнобедрених трикутників, 8 чотирикутників; 26 ребер, 14 вершин. 
| Двоїстий багатогранник | Поєднання подвійної серпоротонди та її двоїстого |
| ---------------------- | ------------------------------------------------ |
|                        |                                                  |

## Стільники
Навколо куба з піритоедричною симетрією можна розмістити шість подвійних серпоротонд. Бонні Стюарт позначив цю модель шести подвійних серпоротонд як 6J91(P4).
Подвійна серпоротонда у комбінації з деякими багатогранниками утворює стільник, яким можна заповнити простір.
Заповнити трьохвимірний простір без проміжків та накладень можна за допомогою: подвійних серпоротонд, додекаедрів та кубів.
|  | Заповнення простору подвійними серпоротондами, додекаедрами та кубами | · 12 серпоротонд навколо додекаедра Анімація заповнення простору | 6 подвійних серпоротонд навколо куба |